# Milan Mana
Milan Mana (19. září 1957 Čierny Balog – listopad 2011) byl slovenský fotbalový brankář a československý mládežnický reprezentant.

## Fotbalová kariéra
Hrál za Slovan ChZJD Bratislava, DAC Dunajská Streda a v Rakousku za vídeňské kluby Slovan a Helfort. Kariéru ukončil ve Smolinském. V lize nastoupil ve 113 utkáních. Za reprezentaci do 21 let nastoupil v 1 utkání.
V Pohárů vítězů pohárů nastoupil ve 2 utkáních.

## Ligová bilance
| Ročník                                        | Zápasy | Góly | Klub                       |
| --------------------------------------------- | ------ | ---- | -------------------------- |
| 1. československá fotbalová liga 1978/1979    | 14     | 0    | TJ Slovan Bratislava CHZJD |
| 1. československá fotbalová liga 1979/1980    | 12     | 0    | TJ Slovan Bratislava CHZJD |
| 1. československá fotbalová liga 1980/1981    | 15     | 0    | TJ Slovan Bratislava CHZJD |
| 1. československá fotbalová liga 1981/1982    | 5      | 0    | TJ Slovan Bratislava CHZJD |
| 1. československá fotbalová liga 1982/1983    | 12     | 0    | TJ Slovan Bratislava CHZJD |
| 1. československá fotbalová liga 1983/1984    | 30     | 0    | TJ Slovan Bratislava CHZJD |
| 1. československá fotbalová liga 1984/1985    | 14     | 0    | TJ Slovan Bratislava CHZJD |
| 1. slovenská národní fotbalová liga 1986/1987 | 12     | 0    | TJ Slovan Bratislava CHZJD |
| 1. československá fotbalová liga 1988/1989    | 1      | 0    | DAC Dunajská Streda        |
| CELKEM 1. liga                                | 113    | 0    |                            |